# Vukovics József
Vukovics József (horvátul: Josip Đido Vuković) (Bácsbokod, 1890. február 14. – Szabadka, 1950. március 4.) bunyevác irodalmár, politikus, publicista. Szülőfalujából Szabadkára az első világháború végén költözött.

## Munkássága
Vukovics József verseket, szatírákat ill. újságcikkeket írt főleg. Verseiben hazafias és küzdő szellemet helyezte a középpontban.
Vukovics József politikus is volt. A Bunyevác-sokác Párt tagja volt 1926-ig, amíg létre nem jött a Horvát Parasztpárt.
1919. szeptember 22-én a bunyevác küldöttség tagjaként kiutazott a Párizsi Békekonferenciára (Pékity Péter társaságában).

## Külső hivatkozások
- zEtna - Magazin a vulkán alatt Milivoj Prćić Emlékmű Đido Vukovićnak
- Časopis za suvremenu povijest
- Časopis za suvremenu povijest